# Clive Alderton

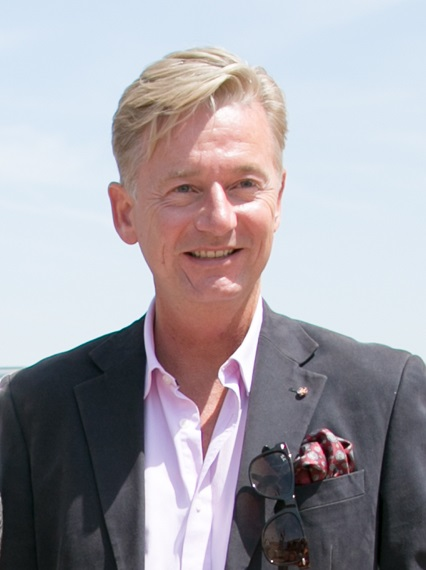
Clive Alderton (2015)

Sir Clive Alderton KCVO (* 9. Mai 1967) ist ein britischer Diplomat und Höfling, der seit dem 5. Februar 2015 Erster Privatsekretär von Prinz Charles (Charles, Prince of Wales, ab dem 8. September 2022 König Charles III.) und dessen Frau Herzogin Camilla (Duchess of Cornwall, ab 2022 Camilla, Queen Consort) ist.
Alderton besuchte die Abingdon School und begann 1986 für das Foreign Office (FCDO) zu arbeiten, wo er verschiedene diplomatische Posten in Polen, Belgien (bei der Europäischen Union), Singapur und Frankreich bekleidete. Im Jahr 2006 wurde er zum stellvertretenden Privatsekretär von Prinz Charles und dessen Frau ernannt und 2009 zum Privatsekretär für Auswärtige und Commonwealth-Angelegenheiten befördert. Im Jahr 2012 wurde er zum Britischen Botschafter in Marokko und damit gleichzeitig zum nicht-residenten Britischen Botschafter in Mauretanien ernannt. Beide Posten hatte er bis 2015 inne, als er zum Ersten Privatsekretär von Prinz Charles befördert wurde. Damit trat er die Nachfolge von William Nye an und leitete den 121 Vollzeitbeschäftigte umfassenden Haushalt von Prinz Charles (Household of the Prince of Wales and the Duchess of Cornwall).
Alderton wurde bei den Neujahrsehrungen 2013 zum Lieutenant of the Royal Victorian Order (LVO), bei den Geburtstagsehrungen 2019 zum Commander of the Royal Victorian Order (CVO) und bei den Geburtstagsehrungen 2022 zum Knight Commander of the Royal Victorian Order (KCVO) ernannt.
Alderton ist auch ein Treuhänder des Prince of Wales’s Charitable Fund.